# الحاق‌گرایی ایتالیا

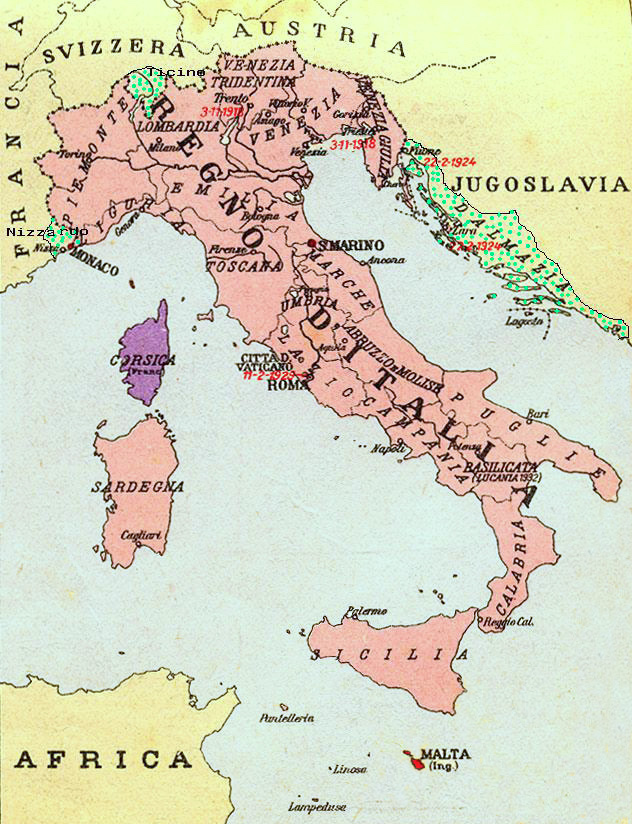
مناطق قومی ایتالیایی ادعا شده در دهه ۱۹۳۰:
- سبز: نیس، تیچینو و دالماسیا
- قرمز: مالت
- بنفش: کورسی
- ساووی و کورفو بعدها ادعا شد

الحاق‌گرایی ایتالیایی (ایتالیایی: irredentismo italiano) یک جنبش سیاسی ملی‌گرایانه در اواخر قرن نوزدهم و اوایل قرن بیستم در پادشاهی ایتالیا با اهداف بازپیوندخواهی بود که وحدت ایتالیا و مناطق جغرافیایی را ترویج می‌کرد که در آن مردم بومی ایتالیایی‌های قومی و/یا افراد ایتالیایی زبان جمعیت اکثریت یا اقلیت قابل‌توجهی را تشکیل می‌دادند.